# Frashëri
A Frashëri albán családnév, amely a származási helyre utalhat: Frashër (Berat megye), Frashër (Fier megye), Frashër (Gjirokastra megye).

## Híres Frashëri nevű személyek
- Frashëri fivérek
  - Abdyl Frashëri (1839–1892) albán politikus, diplomata, a Prizreni Liga vezetője
  - Naim Frashëri (1846–1900) albán költő, író, újságíró
  - Sami Frashëri (1850–1904) albán-török publicista, nyelvész, lexikográfus
- Mehdi Frashëri (1872–1963) albán politikus, miniszterelnök
- Eshref Frashëri (1874–1938) albán politikus
- Midhat Frashëri (1880–1949) albán politikus, publicista, költő
- Kristo Frashëri (1920–2016) albán történész (wd)
- Neki Frashëri (1952–) albán matematikus, informatikus, az Albán Tudományos Akadémia tagja